# Hayfan (huyện)
Huyện Hayfan là một huyện thuộc tỉnh Ta`izz, Yemen. Đến thời điểm năm 2003, huyện này có dân số 171315 người